# Helsingfors Gymnastikklubb

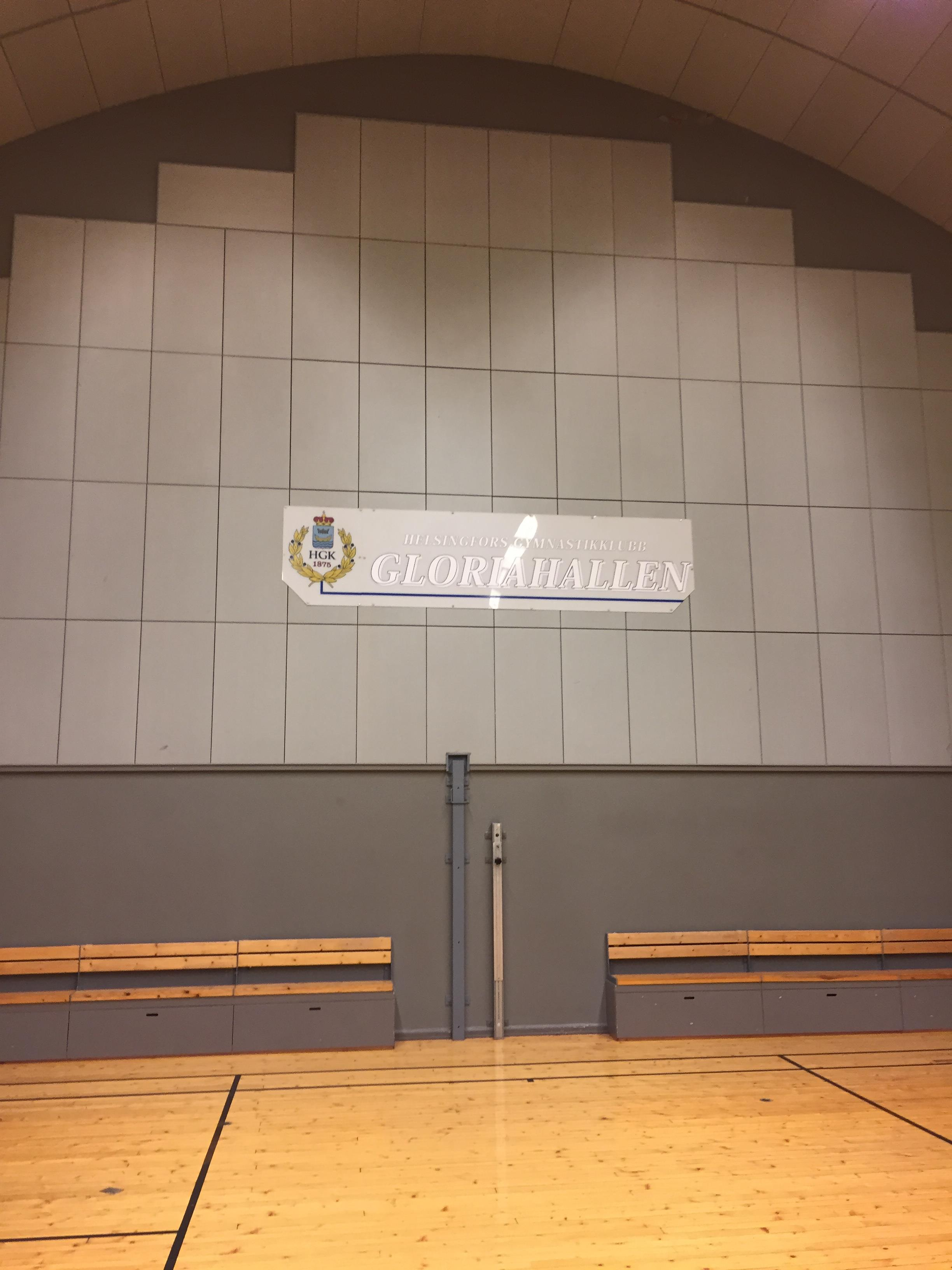
bild ur Gloriahallen

Helsingfors Gymnastikklubb (HGK), är en finlandssvensk gymnastikförening. Föreningen grundades år 1875 av Mauriz Waenerberg (Movitz) och Gustav Hedström. Före HGK grundades hade bara tre sportföreningar grundats i Finland. (Segelföreningen i Björneborg 1856, Nyländska Jaktklubben 1861 och Finska Jaktföreningen 1865.) Man hade försökt grunda en gymnastikförening redan år 1865 men fått back av ryska myndigheterna då det ansågs att de militära inslagen var påfallande.
Klubben tränade de första årtiondena i Gymnasiet Svenska normallyceum gymnastiksal (nuvarande Grundskolan Norsen). Man hade alltid velat ha en egen träningslokal och därför köpte klubben en tomt i hörnet på Snellmans- och Elisabetsgatan. Men projektet kom inte längre än ritningarna. 1920 tog hallfrågan ny fart. Man sålde tomten på Elisabetsgatan. Tillsammans med Apotekarförbundet restes huset Pharamadomus vid Lilla Robertsgatan. HGK fick tillgång till Glorialhallen som invigdes 1930. Ända fram till 2001 användes hallen också av andra än HGK men genom arrangemang i fastighetsbolagets bolagsordning blev klubben ensam ägare till hallen.
Krigsåren lade delvis sordin på klubbens verksamhet, men verksamheten kom igång igen 1944–1945. Nu ville man börja satsa på ungdomar. 1946 grundades en junioravdelning.
Så småningom började redskapsgymnastiken mista sin popularitet och nya idrottsgrenar kom till i stället. Dessa andra aktiviteter intresserade ungdomen mera. Men i slutet på 1970-talet utvecklades en ny underavdelning i Brändö. Ur den växte snart fram en avdelning för pojkar i åldern 6–9 år. De började snart kallas för Brändöpojkarna.
Föreningen var en herr- och pojkförening ända till 1971 då flickor fick komma med i juniorverksamheten. Det visade sig lyckat för snart var flickorna i majoriteten och är det än idag.
På 1980-talet blåste nya vindar inom gymnastiken. I Norden hade det en ny form av tävlingsgymnastik (TG). Nuförtiden heter grenen i internationella sammanhang TeamGym. Den första FM-tävlingen ordnades 1987 och första EM-tävlingen 1996 i Jyväskylä. Sedan 2003 har HGK haft lag på FM-nivå, vilka hör vill de bästa i Finland. 2014 vann de FM-guld.
HGK har 2018 cirka 700 medlemmar var cirka 300 är juniorer och 400 seniorer. Den yngsta är 4 och äldsta 96 år.